# IC 658
IC 658 је елиптична галаксија у сазвјежђу Лав која се налази на листи објеката дубоког неба у Индекс каталогу.
Деклинација објекта је + 8° 14' 32" а ректасцензија 10h 58m 16,2s. Привидна величина (магнитуда) објекта IC 658 износи 13,4 а фотографска магнитуда 14,4. IC 658 је још познат и под ознакама MCG 2-28-33, CGCG 66-75, NPM1G +08.0235, PGC 33004.